# Ampheraster distichopus
Ampheraster distichopus är en sjöstjärneart som först beskrevs av Fisher 1917.  Ampheraster distichopus ingår i släktet Ampheraster och familjen Pedicellasteridae. Inga underarter finns listade i Catalogue of Life.